# 諸沢莉乃
諸沢 莉乃（もろさわ りの、2001年12月18日 - ）は日本の実業家。
カレーハウスCoCo壱番屋（ココイチ）のフランチャイズなどを運営する株式会社スカイスクレイパー社長。秋田県出身。

## 経歴
2017年、高校1年生の時にアルバイトとして入社。高校卒業後にはボランティアを経て、改めてスカイスクレイパーに入社。
2021年、全国の「ココイチ」で当時15人しかいなかった接客のスペシャリストに認定。
20歳の時に次期社長への打診があり、その理由について創業者で社長（当時）の西牧大輔は「社長になってもらった人を信用するより、信用できる人に社長になってもらう」と述べている。2024年5月1日付で正式に社長に就任。